# Amédée Mannheim
Victor Mayer Amédée Mannheim, född den 17 juli 1831 i Paris, död där den 11 december 1906, var en fransk matematiker.
Mannheim var uppfinnare av den moderna räknestickan, som han lanserade omkring 1850. Han tilldelades Ponceletpriset 1872.